# Федеріко Маркетті
Федеріко Маркетті (італ. Federico Marchetti, нар. 7 лютого 1983, Бассано-дель-Граппа) — італійський футболіст, воротар. Грав за національну збірну Італії.

## Клубна кар'єра
У дорослому футболі дебютував 2002 року виступами за команду клубу «Про Верчеллі», в якій провів один сезон, взявши участь у 34 матчах чемпіонату.
Згодом з 2003 по 2004 рік грав у складі команд клубів «Кротоне» та «Тревізо».
Своєю грою за останню команду привернув увагу представників тренерського штабу клубу «Торіно», до складу якого приєднався 2004 року. Відіграв за туринську команду наступні один сезон своєї ігрової кар'єри.
Протягом 2005—2008 років захищав кольори клубів «Про Верчеллі», «Б'єллезе» та «АльбіноЛеффе».
У 2008 році уклав контракт з клубом «Кальярі», у складі якого провів наступні три роки своєї кар'єри гравця. Більшість часу, проведеного у складі «Кальярі», був основним голкіпером команди. Однак в сезоні 2010/2011 був виключений із основного складу через конфлікт з президентом клубу. Провівши рік без ігрового досвіду, влітку 2011 перейшов до римського «Лаціо» за 6,500,000 євро.
Відразу став основним воротарем «біло-блакитних», у складі яких в 2013 році став переможцем Кубку Італії, перемігши запеклих ворогів, «Рому», та зарекомендував себе як один з найкращих голкіперів Серії А. Був основною опцією тренерського штабу на воротарській позиції у римській команді до сезону 2016/17, по ходу якого програв конкуренцію за місце в «основі» молодому албанцю Томасу Стракоші. Наступного сезону взагалі не провів жодної гри за «Лаціо» і після завершення діючого контракту влітку 2018 року залишив команду.
2 липня 2018 року на правах вільного агента уклав контракт з «Дженоа», в якому досвідчений воротар став дублером орендованого в «Інтернаціонале» молодого румунського голкіпера Йонуца Раду. Провів у генуезькій команді чотири сезони, взявши за цей час участь лише у 13 іграх усіх турнірів, після чого влітку 2022 року команду залишив.

## Виступи за збірну
У 2009 році дебютував в офіційних матчах у складі національної збірної Італії. Наразі провів у формі головної команди країни 8 матчів, пропустивши 7 голів.
Був основним воротарем збірної на чемпіонаті світу 2010 року у ПАР, який неочікувано завершився для його команди вже на груповому етапі, на якому Маркетті зокрем пропустив три голи від словаків, які дозволили останнім здобути перемогу 3:2 у вирішальній грі у групі.
| Дата       | Місто          | Господарі  | Результат | Гості             | Турнір             | Голи | Примітки |
| ---------- | -------------- | ---------- | --------- | ----------------- | ------------------ | ---- | -------- |
| 06/06/2009 | Піза           | Італія     | 3 – 0     | Північна Ірландія | товариський матч   | -    |          |
| 14/10/2009 | Парма          | Італія     | 3 – 2     | Кіпр              | Відбір до ЧС 2010  | -2   |          |
| 18/11/2009 | Чезена         | Італія     | 1 – 0     | Швеція            | товариський матч   | -    |          |
| 03/03/2010 | Монако         | Італія     | 0 – 0     | Камерун           | товариський матч   | -    |          |
| 05/06/2010 | Женева         | Швейцарія  | 1 – 1     | Італія            | товариський матч   | -1   |          |
| 14/06/2010 | Кейптаун       | Італія     | 1 – 1     | Парагвай          | ЧС 2010 - 1-й етап | -    | 45'      |
| 20/06/2010 | Мбомбела       | Італія     | 1 – 1     | Нова Зеландія     | ЧС 2010 - 1-й етап | -1   |          |
| 24/06/2010 | Йоганнесбург   | Словаччина | 3 – 2     | Італія            | ЧС 2010 - 1-й етап | -3   |          |
| 11-6-2013  | Ріо-де-Жанейро | Італія     | 2 – 2     | Гаїті             | товариський матч   | -2   | 45'      |
| 14-8-2013  | Рим            | Італія     | 1 – 2     | Аргентина         | товариський матч   | -    | 54'      |
| 15-10-2013 | Неаполь        | Італія     | 2 – 2     | Вірменія          | Відбір до ЧС 2014  | -2   |          |
| Усього     |                | Матчів     | 11        |                   | Голів              | -11  |          |

## Титули і досягнення
- Володар Кубка Італії (1):

«Лаціо»: 2012-13
- Володар Суперкубка Мальти (1):

«Хамрун Спартанс»: 2023